# Bobby Allison
Robert Arthur Allison, detto Bobby (Miami, 3 dicembre 1937 – Mooresville, 9 novembre 2024), è stato un pilota automobilistico statunitense, campione della NASCAR.

## Carriera
Dal 1961 al 1988 corse nella NASCAR Sprint Cup Series, ottenendo in totale 84 vittorie su 58 pole position. Inoltre, dal 1972 al 1973, corse nella NASCAR Grand National East Series, ottenendo 6 vittorie su 7 pole position. Dal 1982 al 1988 corse nella NASCAR Xfinity Series, ottenendo 15 vittorie.

## Riconoscimenti
Nel 1992 fu introdotto nella Motorsports Hall of Fame of America, mentre nel 1993 fu introdotto nell'International Motorsports Hall of Fame. Nel 2011 fu introdotto nella NASCAR Hall of Fame.

## Palmarès
NASCAR Sprint Cup Series
- 1 volta  nella NASCAR Sprint Cup Series (1983)